# ジェフ・ハヤシダ
ジェフ・ハヤシダ（Jeff Hayashida）は、アマゾンジャパン合同会社の元社長。

## 経歴
ポートランド州立大学を卒業後、アメリカで日本の家電メーカーに就職。以後、複数のメーカー勤務を経た後に最初に勤めた日本の家電メーカーから工場長として迎えられ、ポートランド工場を180工場中トップの生産性を誇る工場に導いた。その後米国を離れ2005年にアマゾンジャパンの物流部門ディレクター・副社長に就任し、2011年から2021年まではジャスパー・チャンと2人でアマゾンジャパン社長を務め、2012年から物流部門を直接統括した。2021年7月末で同職を退任。